# Base NATO Proto
La base NATO Proto  era una base segreta del Comando delle forze alleate del Sud Europa (AFSOUTH) situata nel Monte Massico, tra i comuni di Sessa Aurunca e Carinola nel paese di Casanova del Massico in provincia di Caserta. Il sito Proto è stato uno dei primi bunker segreti costruiti della NATO negli anni '50; ufficialmente la NATO riconosce la base come stazione del sistema di comunicazioni ACE High.

## Storia
Il sito fu progettato e realizzato tra gli anni 1955 - 1958 e fungeva da posto comando con centro trasmissioni strategico e controllo per l'organizzazione e la direzione delle esercitazioni NATO per il Sud Italia.
L'impianto doveva servire da comando in caso di attacchi nucleari, chimici e batteriologici. La base era anche dotata di protezioni elettromagnetiche (EMP), impianti di aria pressurizzata, varchi antiradiazioni e generatori di corrente, una sala comando e gestione operazioni militari, sala comunicazioni con l’esterno, infermeria con persino una camera iperbarica.
Al suo interno c’era una mensa, una grande cisterna di acqua potabile e serbatoi per il diesel, il tutto serviva per poter svolgere i suoi compiti, indipendentemente, per un lasso di tempo stimato in un mese o 6/8 settimane al massimo. Questa base doveva, appunto, fungere da riparo antiatomico per il comando Sud della NATO, all'epoca di stanza a Bagnoli (Napoli).
Ufficialmente fu abbandonata nel 1996. Dopo alcuni anni è passata sotto la responsabilità della Marina Militare, la quale ha avviato la pratica per la riconsegna all'Agenzia del Demanio.

## Struttura
La base, posta nel Monte Massico, dispone di tre ingressi ufficiali: due che portavano al tunnel principale (oggi murati), che rispettivamente si trovavano nelle zone collinari dei comuni di Sessa Aurunca e Carinola, e un terzo ingresso "d'emergenza" che si snodava sfociando nella zona Carinola, quasi adiacente all'ingresso principale tra la torretta di avamposto e i locali macchine.

## Galleria d'immagini

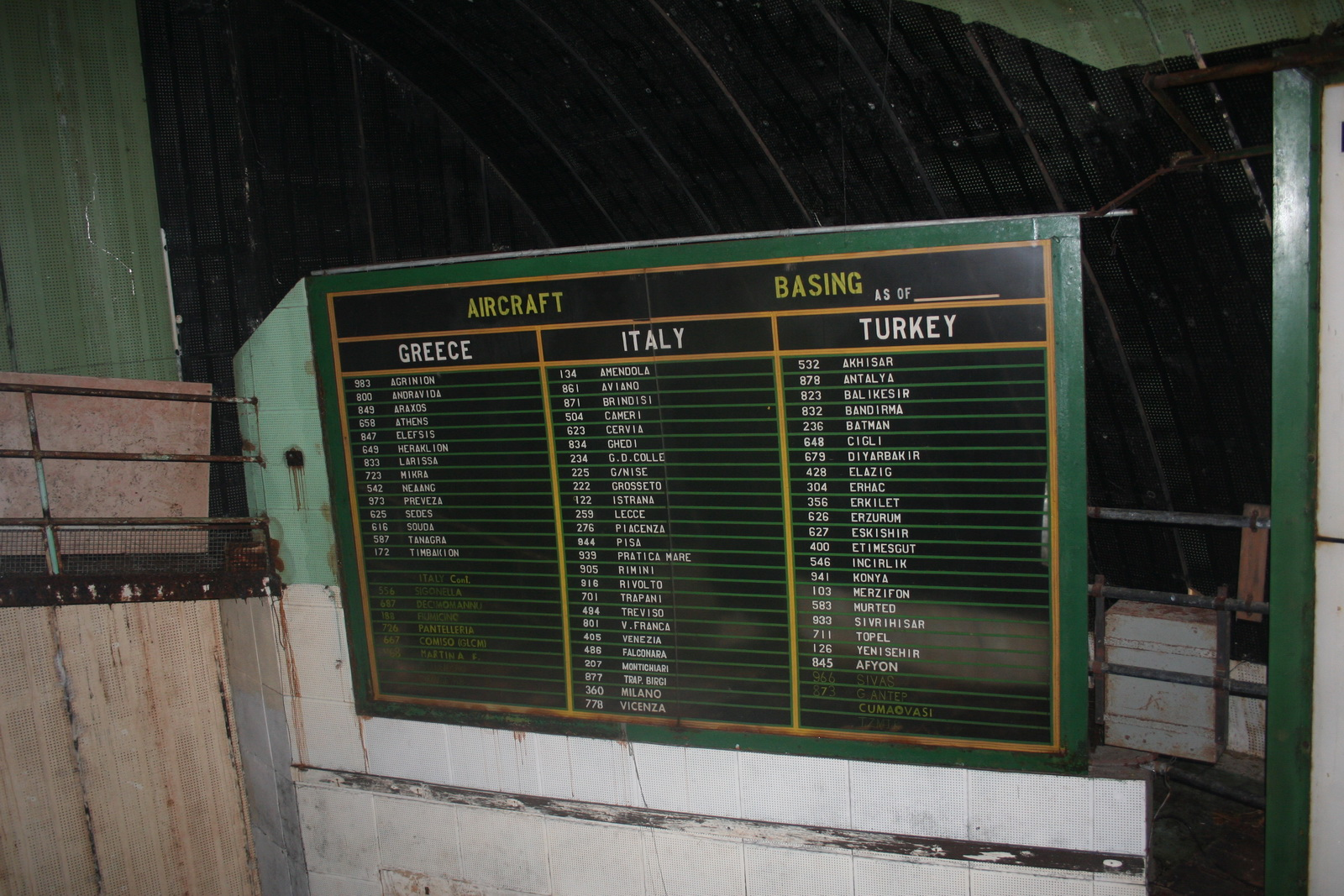
Elenco basi USAF nella sala RAOC
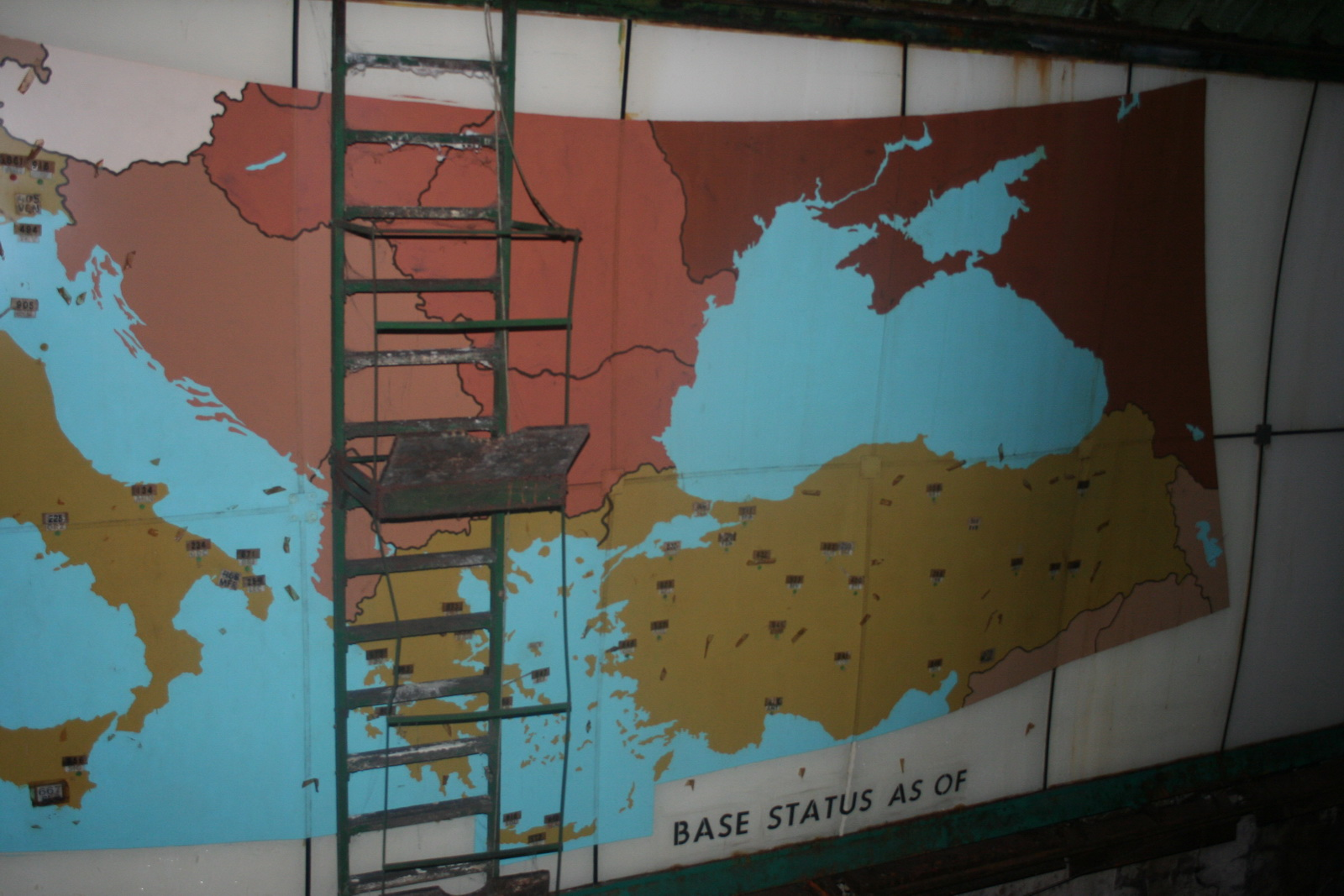
Mappa basi NATO nella sala RAOC
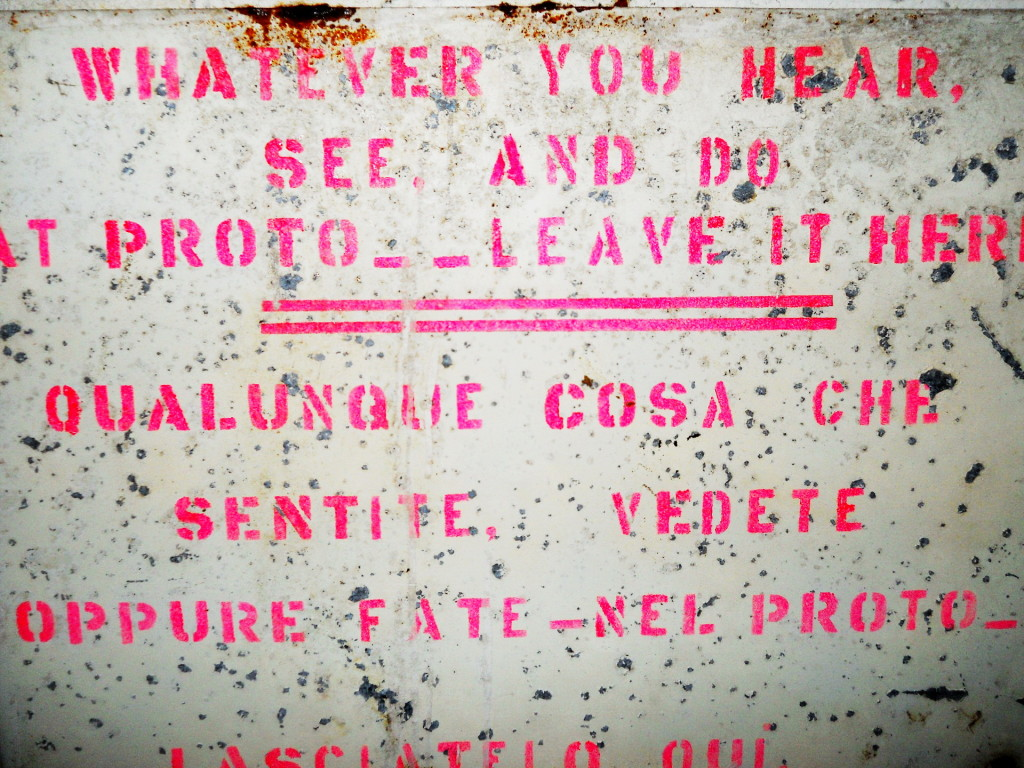
Cartello all'interno della base